# Mitchell Mesenbrink

Penn State Nittany Lions

Mitchell Owen Mesenbrink (ur. 2 czerwca 2003) – amerykański zapaśnik walczący w stylu wolnym. 
Trzeci na MŚ U-23 w 2024. Mistrz świata juniorów w 2023 i drugi w 2022. Wygrał mistrzostwa panamerykańskie juniorów w 2022 i 2023 roku. 
Zawodnik Arrowhead High School z Merton i Pennsylvania State University. Dwa razy All-American w NCAA Division I (2024, 2025). Pierwszy w 2025; drugi w 2024 roku.